# Prateep Pinitwong
Prateep Pinitwong (taj. ประทีป พินิจวงศ์; ur. 25 czerwca 1966) – tajska judoczka. Olimpijka z Barcelony 1992, gdzie zajęła czternaste miejsce w wadze lekkiej.
Brązowa medalistka igrzysk azjatyckich w 1990 roku.

## Letnie Igrzyska Olimpijskie 1992
| Konkurencja | Eliminacje               | Klas. końcowa |
| Konkurencja | Przeciwnik I             | Miejsce       |
| ----------- | ------------------------ | ------------- |
| 56 kg       | Filipa Cavalleri (POR) P | 14.           |